# Rachel Daly
Rachel Ann Daly (Harrogate, 6 dicembre 1991) è una calciatrice inglese, attaccante dell'Aston Villa.

## Carriera

### Nazionale
Dopo essere stata convocata dalla federazione calcistica dell'Inghilterra (The FA) per vestire la maglia della nazionale under 15, nel 2007 viene inserita nella rosa con la formazione under 17 che affronta le qualificazioni all'Europeo 2008 di categoria, facendo il suo debutto il 29 ottobre di quell'anno, nell'incontro vinto dalla sua nazionale per 3-1 sulle pari età della Slovacchia, valido per la prima fase di qualificazione.
Tra il 2016 e il 2024 Daly ha collezionato 84 presenze e 16 reti con la nazionale maggiore inglese, da cui ha annunciato ufficialmente il proprio ritiro nell'aprile del 2024.

## Palmarès

### Club
- FA Women's Premier League Cup: 1

Leeds Carnegie: 2010
- NWSL Challenge Cup: 1

Houston Dash: 2020

### Nazionale
- SheBelieves Cup: 1

2019
- Campionato d'Europa: 1

2022
- Arnold Clark Cup: 2

2022, 2023
- Finalissima: 1

2023

### Individuali
- Calciatrice dell'anno (PFA): 1

2022-2023
- Capocannoniere del campionato inglese: 1

2022-2023 (22 reti)